# Theric Ruiz
Theric Ruiz (Noord, 18 de setembro de 1984), é um futebolista Arubano que atua como zagueiro. Atualmente, joga pelo Britannia.

## Carreira
Theric Ruiz defende a Seleção Arubana de Futebol desde 2004, atuando inclusive nas eliminatórias para a Copa do Mundo de 2006, 2010 e 2014.